# هکتور بویس
هکتور بویس (به انگلیسی: Hector Boece) یک فیلسوف و مورخ اسکاتلندی، دانش‌آموخته و استاد دانشگاه پاریس و نخستین رئیس (پرینسیپال) کینگزکالج در آبردین؛ دانشگاه آبردین امروز، بود.